# País Sículo

Bandeira do País Sículo

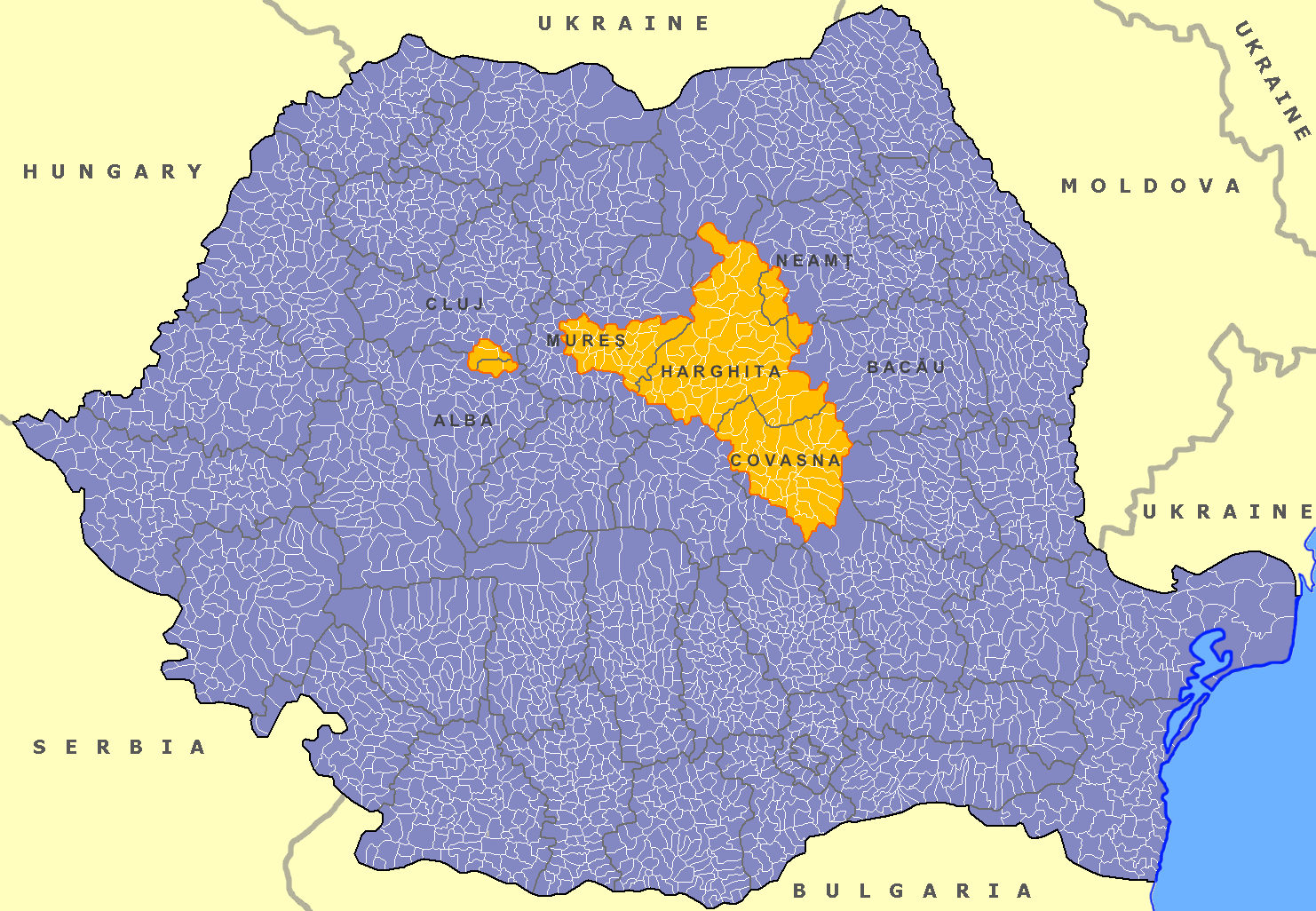
O País Sículo histórico no mapa da atual Romênia

O País Sículo (em húngaro: Székelyföld; em romeno: Ținutul Secuiesc ou por vezes Secuimea;; em alemão: Szeklerland; em latim: Terra Siculorum) é uma região histórica e etnográfica da Romênia, habitada principalmente por húngaros e romenos. O seu centro cultural é a cidade de Târgu Mureș, a maior localidade da região.
Os sículos da Transilvânia, um subgrupo do povo húngaro, vivem nos vales e colinas das Montanhas dos Cárpatos Orientais, correspondentes aos atuais condados de Harghita, Covasna e partes de Mureș na Romênia.
Originalmente, o nome País Sículo era dado aos territórios de vários assentamentos autônomos dos sículos na Transilvânia. Os assentamentos autônomos sículos tinham seu próprio sistema administrativo e existiram como entidades jurídicas da época medieval até à década de 1870.
Junto com o resto da Transilvânia e as partes orientais da Hungria propriamente dita, o País Sículo tornou-se parte da Romênia em 1920, devido ao Tratado de Trianon. Em agosto de 1940, como consequência da Segunda Arbitragem de Viena, os territórios do norte da Transilvânia, incluindo o País Sículo, foram cedidos à Hungria, sob os auspícios do Terceiro Reich. A Transilvânia do Norte ficou sob o controle das forças soviéticas e romenas em 1944 e foi confirmada à Romênia pelos tratados de paz de Paris, assinados após a Segunda Guerra Mundial, em 1947.
Sob o nome de Região Autônoma Magiar, com Târgu Mureș como capital, partes do País Sículo gozaram de um certo nível de autonomia entre 8 de setembro de 1952 e 16 de fevereiro de 1968. Existem iniciativas de autonomia territorial com o objetivo de obter autogoverno para esta região na Romênia.